# Noordertunnel
De Noordertunnel is een voetgangerstunnel onder treinstation Utrecht Centraal. Het voormalige oostelijke deel was gebouwd om te dienen als schuilkelder, het westelijke deel bood voor die tijd al toegang tot de noordzijde van de meeste perrons van het station.

## Schuilkelder
De voormalige schuilkelder de Noordertunnel of simpelweg Noordertunnel is een voetgangerstunnel richting de perrons van Utrecht Centraal Station. Het deel van de tunnel dat als schuilkelder kon fungeren was in 1974 gebouwd ter hoogte van het stadsbusstation, tijdens de Koude Oorlog, en tegelijk met het Hoog Catharijne-complex, en bood plaats aan maximaal 2000 mensen die hier 48 uur konden verblijven. Die rol heeft het vervuld tot 1991. Het was gebouwd als een ruime voetgangerstunnel maar de in- en uitgangen in dat deel konden alle met (rode) stalen deuren worden afgesloten. Kenmerkend was de lange glazen tegelwand waar licht doorheen scheen. Dit deel van de Noordertunnel gaf onder meer toegang tot het stadsbusstation dat in april 1975 officieel werd geopend. Voor het publiek fungeerde dit toen nieuwe deel als verlenging van de oudere Noordertunnel zodat de perrons verbonden waren met het stadsbusstation en met het Smakkelaarsveld. In 1983 kreeg dit deel van de tunnel tussen het Smakkelaarsveld en het stadsbusstion ook een toegang tot de nieuwe sneltramhalte Centraal Station Utrecht. In 2009 werd aangekondigd dat de technische ruimte van de schuilkelder voor het publiek zichtbaar gemaakt zou worden door het plaatsen van een glazen wand.. Na de inkorting in het kader van CU2030 (zie ook de betreffende paragraaf) is dit deel verwijderd cq. niet meer zichtbaar voor het publiek. Er zijn sinds de inkorting in 2019 alleen maar grafische verwijzingen in de tunnel naar de schuilkelderfunctie.

## Stationstunnel
Het gedeelte van de Noordertunnel onder de NS-perrons was reeds in 1948 grotendeels gebouwd. In 1970 kreeg het station Utrecht Centraal een nieuw perron naast het toenmalige laatste perron maar deze tunnel sloot daar toen nog niet op aan.  De rond 1986 geopende nieuwe ondergrondse fietsenstalling aan het stationsplein sloot ook aan op de tunnel, samen met een nieuw perron dat erboven was gebouwd. Medio jaren 1990 werd de Noordertunnel aan de westzijde verlengd zodat er ook toegang kwam vanaf de Van Sijpesteijnkade. Ook sloot de tunnel daar aan op de toen nieuwe stationsfietsenstalling aan de Van Sijpesteijnkade. Deze werkzaamheden hingen samen met de uitbreiding van het emplacement en met de bouw van een nieuw (zevende) perron in die tijd. Door de aanpassingen aan het emplacement en de verlenging van het zesde perron kon ook dat perron alsnog, net zoals het toen nieuwe zevende perron, worden aangesloten op de Noordertunnel. De Noordertunnel was met dit alles ook aan het westelijke uiteinde niet meer doodlopend, en stond in verbinding met alle NS-perrons, tot het stadsbusstation, tot de sneltramhalte, en tot twee fietsenstallingen. Het was voor diverse reizigers en forensen daarmee een korte route in het gebruik.

## CU2030 en DoorStroomStationUtrecht
In 2009 is de Noordertunnel vernieuwd in het kader van het project CU2030. Dit was een van de projecten die als eerste werd uitgevoerd zodat deze tunnel kon dienen als alternatieve route tijdens de verbouwing van het station die vanaf 2011 zou gaan beginnen. Vanaf de verbouwing van het station is het aantal toegangen tot de Noordertunnel (permanent) verminderd: de toegang tot het zevende perron verviel vanwege een inkorting van dat perron om de bouw van een achtste perron mogelijk te maken. Ook kreeg de tunnel geen verbinding met dat nieuwe achtste perron. De sneltramhalte werd in 2013 opgeheven. Ook het busstation werd toen verplaatst, waardoor de Noordertunnel daar niet meer op aansluit. Door het verplaatsen van het busstation was het ook mogelijk om de tunnel aan de binnenstadszijde in te korten. In 2019 werd de nieuwe entree tot de verkorte tunnel in het in 2019 opgeleverde Noordgebouw geopend. Door een totale vernieuwing van het wisselplan op Utrecht Centraal in het kader van het project DoorStroomStationUtrect (DSSU) stoppen treinen niet meer op de noordelijke perronhelften bij de tunnel maar onder de hal (waar vrijwel alle reizigersvoorzieningen zijn en de looproutes richting de tram- en busstations). De Noordertunnel ligt door dit alles meer perifeer.